# Bovichtus chilensis
Bovichtus chilensis es una especie de pez perciforme de la familia Bovichthyidae que habita en las aguas costeras del centro de Chile, en las islas del archipiélago Juan Fernández y en Puerto Paraíso⁣⁣, en la península Antártica. Es conocido como torito, mientras que los nombres pez toro y cachudito se asocian principalmente a las especies Lactoria cornuta e Hypsoblennius sordidus, respectivamente. 

## Descripción

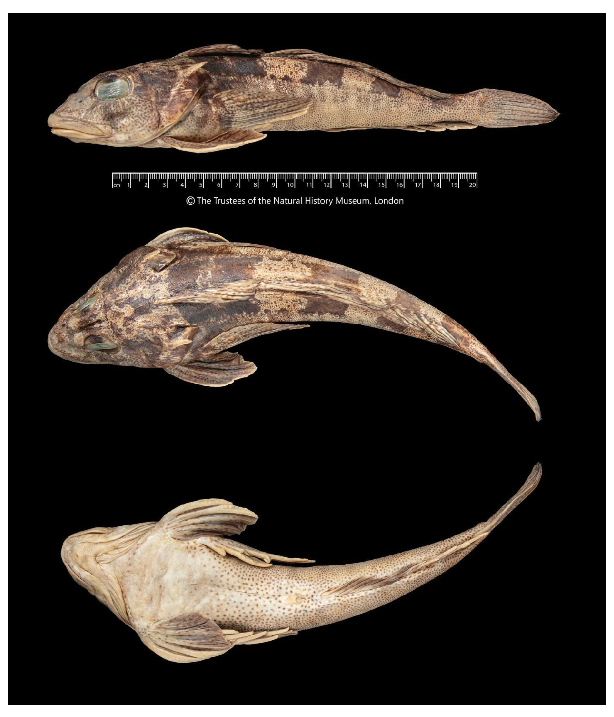
Espécimen preservado de Bovichtus chilensis.

Su cuerpo es alargado y espinoso, sin escamas, y una cabeza triangular. Posee dos espinas prominentes en cada opérculo, que dan origen a su nombre común «torito».Además, presenta tres espinas en la parte superior del primer arco branquial y entre seis y nueve en el brazo inferior. Cuenta con dos aletas dorsales: la primera tiene entre ocho y nueve espinas, y la segunda, de 20 a 21 radios. La aleta anal posee entre 15 y 16 radios, mientras que cada aleta pélvica incluye una espina y cinco radios.
Su coloración varía de gris pálido a oscuro, con patrones moteados que le proporcionan camuflaje en su entorno natural. Los adultos presentan cuatro manchas visibles a lo largo del cuerpo, mientras que los juveniles muestran una mancha oscura en la parte posterior del dorso. Puede alcanzar una longitud máxima de 68 cm, aunque su tamaño habitual varía entre 5 y 30 cm.
Habita principalmente en la costa central de Chile, donde es capturado de forma incidental en aparejos en zonas comprendidas entre Valdivia y Chiloé. Es la especie más boreal del género Bovichthyidae. No posee interés comercial ni una categoría de conservación en Chile, y la UICN la clasifica como de preocupación menor.

## Biología

### Alimentación
Es un pez carnívoro que se alimenta de invertebrados como cochinillas, anfípodos y jaibas pequeñas. La dieta varía según la etapa de desarrollo: mientras los juveniles consumen invertebrados pequeños, los adultos pueden llegar a depredar alevines de su misma especie. Su boca está adaptada para engullir presas enteras, sin masticarlas. Su técnica de caza consiste en acechar lentamente hasta identificar a su presa y lanzarse violentamente contra ella. Es depredado por nutrias como Lontra felina y peces más grandes, como Graus nigra.

### Comportamiento y reproducción
Habita en pozas y cuevas marinas a profundidades de hasta 50 metros, cerca del fondo marino, pero es común encontrarlo a unos 14 metros. Permanece inmóvil y adherido al suelo, y se refugia de los depredadores en las paredes o techos de cuevas durante el día. Los alevines habitan cerca de algas marinas. Es principalmente nocturno y solitario, aunque ocasionalmente forma pequeños grupos para buscar alimento. No es agresivo con otros peces ni con los humanos, pero escapa si percibe peligro. Sus espinas, que emplea como mecanismo de defensa, pueden causar heridas, por lo que se recomienda evitar manipularlo.
Existen pocos datos sobre su reproducción. Estudios de especies cercanas sugieren que la reproducción ocurre en invierno, y los análisis de otolitos indican que alcanza la madurez sexual alrededor de los dos años y medio. Se cree que deposita huevos en áreas protegidas del sustrato donde habita, aunque también pueden encontrarse en el plancton, especialmente durante el invierno y la primavera sobre la plataforma continental.

## Evolución

### Historia evolutiva
Hace aproximadamente 40 millones de años, el género Bovichtus se separó de Cottoperca durante el Eoceno. El torito surgió mucho después. Se separó de su pariente más cercano, Bovichtus diacanthus, hace entre dos y medio millón de años. Su relación con otros congéneres es más distante, ya que provienen de clados distintos. El descubrimiento de un bovíctido en Chile que no corresponde a esta especie respalda la hipótesis de que estas especies cogenéricas pueden dispersarse ampliamente utilizando corrientes marinas.

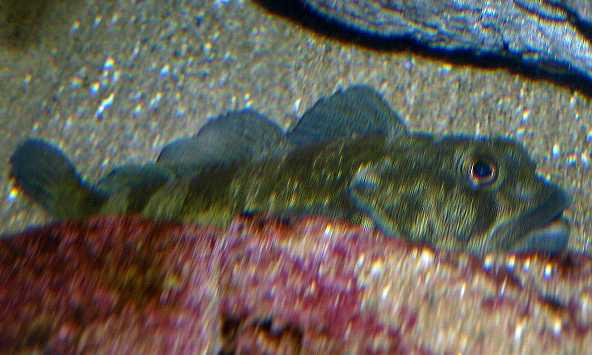
Ilustración de su congénere Bovichtus argentinus, considerado sinónimo del torito según Ricardo Bravo, Domingo Lloris y Germán Pequeño.

### Taxonomía
La descripción de esta especie ha generado controversia. Charles Tate Regan fue el primero en describirla en 1913 bajo el nombre Bovichthys chilensis, basándose en un trabajo previo de Alphone Guichenot, quien ya había identificado al mismo pez como Bovichtus diacanthus non Carmichael. Posteriormente, Regan sugirió que Bovichtus argentinus, conocido entonces como Bovichthys patagonicus, podría corresponder a la misma especie descrita por él un año antes. Emiliano J. Mac Donagh determinó que el pez argentino era distinto y lo renombró como Bovichthys argentinus.

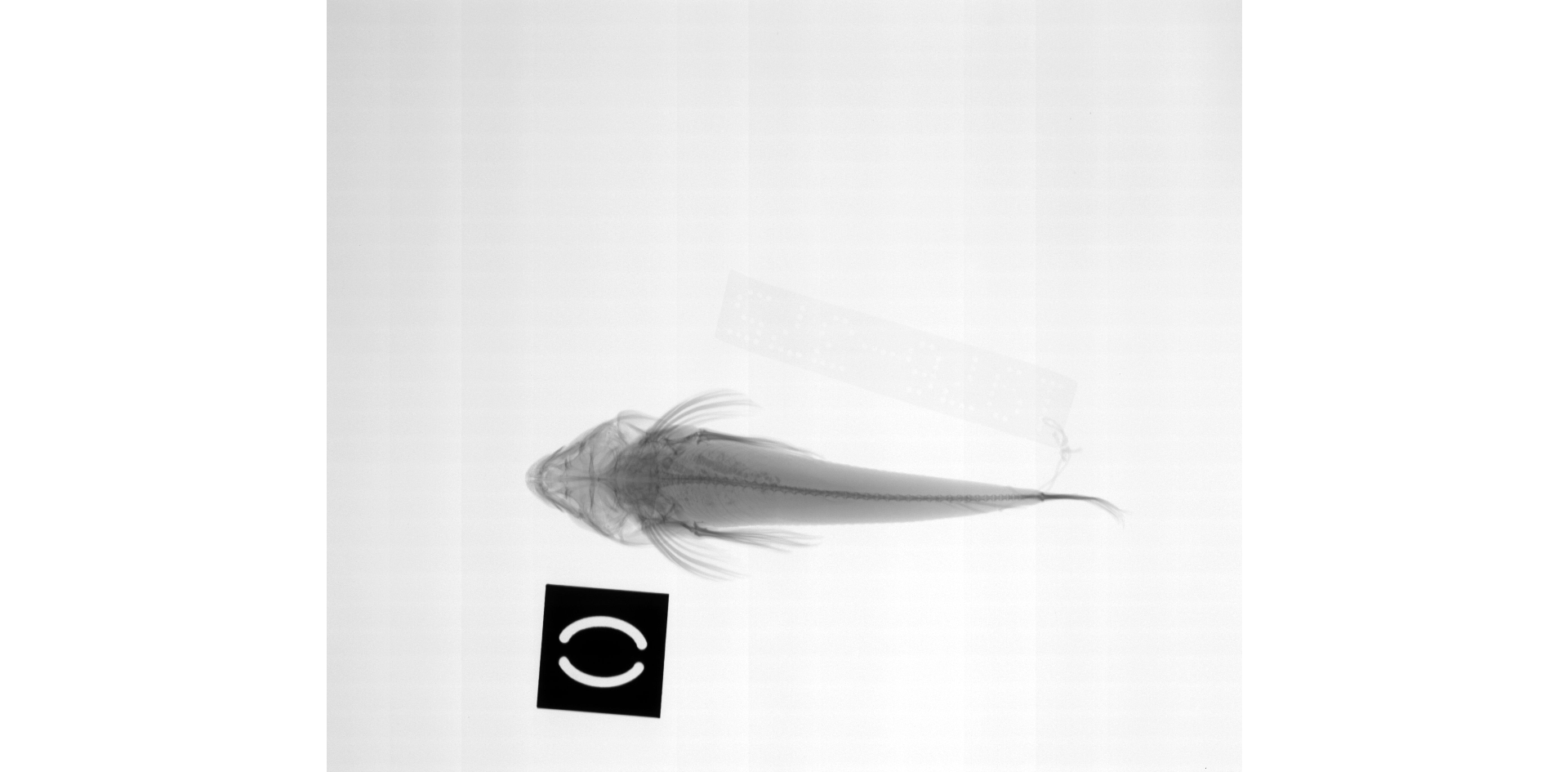
Holotipo de Bovichtus elongatus, igualmente considerado sinónimo tras la investigación.

En 1977, Hureau y Tomo describieron una nueva especie hallada en la península antártica, a la que denominaron Bovichthys elongatus. Varios investigadores la incluyeron en listas de peces antárticos, reconociendo la escasez de información disponible para validarla completamente.
En 1999, una investigación más reciente sinonimizó a Bovichtus argentinus y Bovichtus elongatus con Bovichtus chilensis. Los expertos argumentaron que los especímenes descritos por Hureau y Tomo correspondían a juveniles del torito e identificaron inconsistencias en su descripción. Para el caso de B. argentinus, utilizaron análisis morfológicos y anatómicos para sustentar su hipótesis. Esta reclasificación ha sido aceptada en la literatura para B. elongatus, aunque persisten debates sobre B. argentinus, debido a la falta de consenso entre los expertos.